# Роб Лоу
Роб Хеплър Лоу (на английски: Robert Hepler Lowe) е американски актьор, номиниран за награда „Еми“ и шест награди „Златен глобус“. От 2015 г. има звезда на Холивудската алея на славата.
Става популярен през 1980-те години с филми като „Огън на свети Елмо“. Той е най-известният член на Брат Пак, най-вече заради привлекателната си външност. Става известен и със секс скандалите с непълнолетни момичета, когато касетите стават обществено достояние. Понастоящем живее в Монтесито, Калифорния.

## Избрана филмография
- Огън на свети Елм (1985)
- Остин Пауърс (1997)
- Контакт (1997)
- Остин Пауърс: Шпионинът любовник (1999)
- Остин Пауърс в Златния член (2002)
- Братя и сестри (2006)
- Благодаря за пушенето (2006)
- Семейният тип (2007)
- Раждането на лъжата (2009)
- Секс до дупка (2011)
- Младежка лига (2011)
- Секс запис (2014)
- Убийствено интервю (2014)
- Как да бъдеш латино любовник (2017)
- Монстър Тръкс (2017)
- Как да бъдеш латино любовник (2017)
- Пазител на Лъвските земи (2017)
- Орвил (2017)